# ひよこ時計PiPiPi
『ひよこ時計PiPiPi』（ひよこどけいピピピ）は、高瀬綾による日本の漫画作品。
単行本は同社の講談社コミックスなかよしより全1巻。作者初の単行本の表題作になった。

## 書誌情報
- 高瀬綾 『ひよこ時計PiPiPi』 講談社〈講談社コミックスなかよし〉、1989年6月6日第1刷発行、ISBN 4-06-178636-9
  - 表題作のほか、読み切り作品「3・19セレモニー」が同時収録されている。